# Lithobius nodulipes
Lithobius nodulipes är en mångfotingart som beskrevs av Robert Latzel 1880. Lithobius nodulipes ingår i släktet Lithobius och familjen stenkrypare. Inga underarter finns listade i Catalogue of Life.